# 脉银鳞蛛
脉银鳞蛛（学名：Leucauge venusta），又名脈斑銀腹蛛，为肖蛸科银鳞蛛属的动物。分布于美国至巴拿马、台湾岛等地。其腿部和腹侧呈鲜艳的绿色，胸部黄黑相间，背部呈银色。